# WTA New Jersey 1981
Il WTA New Jersey 1981 è stato un torneo di tennis giocato sul cemento. È stata la 4ª edizione del torneo, che fa parte del WTA Tour 1981. Si è giocato a Mahwah negli USA dal 24 al 30 agosto 1981.

## Campionesse

### Singolare
Hana Mandlíková ha battuto in finale  Pam Casale con il punteggio di 6–2, 6–2

### Doppio
Rosemary Casals /  Wendy Turnbull hanno battuto in finale  Candy Reynolds /  Betty Stöve con il punteggio di 6–2, 6–1